# Ministère andorran
Pour les autres articles nationaux ou selon les autres juridictions, voir ministère (gouvernement).
Dans la Principauté d'Andorre, un ministère est une structure administrative placée directement sous l'autorité du gouvernement. Son chef est un ministre membre de ce gouvernement.

## Liste des ministères
Les ministères portent la dénomination suivante :
- Ministère de la Présidence, de l'Économie et des Entreprises ;
- Ministère des Finances ;
- Ministère des Affaires étrangères ;
- Ministère de la Justice et de l'Intérieur ;
- Ministère de l'Aménagement du territoire ;
- Ministère des Affaires sociales, du Logement et de la Jeunesse ;
- Ministère de l'Environnement, de l'Agriculture et du Développement durable ;
- Ministère du Tourisme ;
- Ministère de la Santé ;
- Ministère de l'Éducation et de l'Enseignement supérieur ;
- Ministère de la Fonction publique et de la Réforme de l'Administration.